# Ibrahima Macodou Fall
 (novembre 2017).
Pour les articles homonymes, voir Fall.
Ibrahima Macodou Fall est un industriel et grand patron sénégalais du textile.

## Biographie
Ancien professeur de mathématiques diplômé de la Faculté des sciences de Dakar et de l’Institut d’Administration des Entreprises (IAE) de Paris I Panthéon Sorbonne. 
Il est fondateur, repreneur et redresseur de plusieurs entreprises au Sénégal et s’est distingué dans le sauvetage d’industries textiles dans ce pays. 
Fondateur de la Nouvelle Société Textile Sénégalaise (NSTS) en 1990 pour racheter à un milliard de francs CFA les actifs de la STS en liquidation judiciaire, il réalise ainsi un retour dans une usine qu’il avait déjà fréquentée comme stagiaire dans les années 1970.